# 全日本民主医療機関連合会
全日本民主医療機関連合会（ぜんにほんみんしゅいりょうきかんれんごうかい、英: Japan Federation of Democratic Medical Institutions）は、日本の医療機関で構成する社会運動団体。略称民医連（みんいれん、通称全日本民医連（ぜんにほんみんいれん）、MIN-IREN）。

## 概要
1953年6月7日結成。「無差別・平等の医療と福祉の実現をめざす組織」であると規定している民医連綱領を持つ。2020年1月現在、病院 142・診療所 489（有床診13,無床診476）・歯科診療所 80・保険薬局 351・薬剤・診療材料センター33・看護・介護学校8・検査センター2・訪問看護ステーション 246・介護老人保健施設 52・在宅介護支援センター24・特別養護老人ホーム 37・鍼灸所3・研究所2・ヘルパーステーション51・グループホーム23・在宅介護福祉関係施設215・ケアハウス11・その他13など、日本47都道府県1,782の事業所が加盟しており、職員数8万2,807名の日本最大規模の医療機関関係組織である（病床数は24,806床で、日本赤十字社、全国厚生農業協同組合連合会に次いで3位）。
全日本民医連は、各医療機関等が加盟する都道府県民医連の連合組織であり、民医連に加盟する各医療機関は、それぞれが個別の法人で経営されており、出資・経営形態も様々で、結成当時の法人の数よりも民医連の理念に共感して新規加盟した法人の数の方が圧倒的に多い。
加盟法人には、生協法に基づく医療生活協同組合（医療生協）が多く、他に公益社団・財団（社団法人、社会医療法人、医療法人（特定医療法人含む））がある。また、介護保険施設などを運営する社会福祉法人や、薬局などを経営する会社組織の法人も加盟している。
理念を共有する医療機関のネットワークとして、各地の加盟機関職員が集まって学習会や交流会、研究会などを開催したり、行政や議員への働きかけなども行っている。また、社会保障を充実させる運動や平和を求める活動なども行う。
被災地の医療援助活動にも積極的に参加し「阪神淡路大震災」や「東日本大震災」では1万人を超える医師・看護師・薬剤師を中心とした民医連職員が活動した。コロナ禍においては民医連系の病院の多くが無料低額診療事業を行っている為、民医連として「コロナ困窮でも受診を」と呼びかけたり、生活困窮者向けの相談事業を行っている。
また民医連は、全国保険医団体連合会（保団連）、日本医療福祉生活協同組合連合会（医療福祉生協連）、日本医療労働組合連合会（医労連）、新日本医師協会（新医協）と連携して、医療団体連絡会議（医団連）を結成している。同時に中央社会保障推進協議会（中央社保協）にも民医連として加盟している。

## 綱領
全日本民医連は綱領を持っており、2010年の第39回定期総会で新綱領を制定した。綱領は「無差別・平等の医療と福祉の実現をめざす」「営利を目的とせず、事業所の集団所有を確立し、民主的運営をめざす」と規定し、社会保障について「国と企業の責任を明確にしている」。
綱領路線に基づき、民医連加盟の病院では、いわゆる「差額ベッド代」（差額室料）を徴収しない などの共通施策を持っている。ただし「差額ベッド代」については内部で議論があり、希望者には差額室料を受取って個室提供できることを議論のうえ決定したとする法人もある。無料低額診療事業を行う病院・診療所を持ち、お金がなくても診療できる医療機関を保持している。

## 機関紙誌

### いつでも元気
- 月刊の機関誌
- 株式会社保健医療研究所発行
- 一部定価380円（消費税込）
- 購読料年間4560円（消費税込）
- 医療や保健の知識を解説している他、医療関係や平和運動、社会保障の活動などのレポート、日本内外のルポなどが掲載されているグラビア誌である。最近ではイラク情勢や、ベトナムの枯葉剤被害者グエン・ドクなどが登場している。後半には各地の民医連加盟病院や「共同組織」の取り組みを紹介するコーナーがある。

「共同組織」（「○○友の会」などという名称の病院利用者組織）との結びつきを目的としているためか、加盟医療機関以外での購読申し込み方法について、全日本民医連に問い合わせると購読用の振込用紙を送付してくる（日本国内の場合）。

### その他の機関誌
- 民医連医療 - 月刊（雑誌）
- 民医連資料 - 月刊（雑誌）。会議報告や声明などが掲載される。
- Medi-Wing（メディウィング） - 医学生向けのフリーペーパー（電子版有り）
- 民医連新聞 - 月2回刊。購読料は会員会費に含まれる。

## 略歴
第二次世界大戦前の1930年、東京・大崎に“無産者診療所”が開設されたのが起源となっており、1936年に各地の無産者診療所で結成された「日本無産者医療同盟」は運動的前身にあたる。
- 1946年
  - 5月 - 無料診療所で勤務していた医師・看護師らが、日本共産党の指導を受けて最初の「民主診療所」となる東京自由病院（小豆沢病院の前身）を設立[7][8]。
  - 11月 - 日本共産党代々木診療所が開設される[注釈 1]。「民主診療所」は、1953年までに全国114箇所に拡大した[7]。
- 1953年6月7日 - 全日本民主医療機関連合会結成[7][9]（結成大会は東京で開催）。結成当初は、当時の日本共産党の軍事方針に沿い、所属者を中核自衛隊などに参加させていた[7]。
- 1954年 - ビキニ水爆実験被害調査に参加
- 1955年 - 日本共産党第6回全国協議会での方針転換を受け、全日本民医連第３回大会で綱領が改正される[7][10]。

一、国民の要望にそう親切でよい診療に徹しよう

一、国民と手を結んで医療と健康を守ろう
- 昭和30年代 - 京都府保険医協会を中心に、被保険者外来1件あたりの平均保険点数を100点以上にするとした「三桁運動」を展開[7]。

- 1959年 - 伊勢湾台風被災地へ11県連から700人の医療班を派遣。49日間で2万人の診療を行った。民医連として初めての組織的大規模救援活動となった[11]。
- 1963年 - 機関紙『民医連新聞』創刊
- 1964年 - 新潟地震の災害支援に9県連から400人を超える医療班が活動。患者数は1万を超え、災害援助法に基づく診療費の66％を民医連が占めた[11]。
- 1965年 - 機関誌『民医連医療』創刊
- 1972年 - 全日本民医連共済組合設立
- 1978年 - 加盟医療機関が47都道府県の全てに広がる
- 1983年 - 山梨勤労者医療協会が負債総額230億円をかかえて倒産。しかし、1997年に1年くり上げて完済し再建する。[12]
- 1991年 - 医療生協組合員など加盟医療機関利用者に向けた機関誌『えがお』創刊
- 1992年2月 - 機関紙『えがお』を『いつでも元気』に改題
- 1993年 - 看護活動研究交流集会、民医連学術運動交流集会初開催
- 1995年 - 阪神・淡路大震災の医療救援活動に累計1万3000人が参加。「最も早い救援活動」とマスコミで報道され、厚生大臣から謝意が示された。神戸市で救急車を1台も断らなかった3つの病院のうち２病院が、民医連加盟病院であった[11]。
- 1998年 - 理事の小池晃が参議院議員に初当選
- 2000年 - 耳原総合病院（大阪府）でセラチア菌感染による死亡例発生[13]
- 2002年 - 「川崎協同病院における気管チューブ抜去・薬剤投与死亡事件」公表（川崎協同病院事件）[14]
- 2004年 - 新潟県中越地震への支援活動に1,600人以上が入った[11]。
- 2007年10月25日 - 署名呼びかけラジオCM「『入院してわかったこと』編」が日本アドバタイザーズ協会「第47回消費者のためになった広告コンクール」銀賞を受賞
- 2010年2月27日 - 第39回定期総会で綱領改定および会長に藤末衛（兵庫・神戸健康共和会理事長）を選出
- 2011年 - 東日本大震災で累計1万5000人を越える現地での医療救援活動支援を行う[11]。
- 2016年 - 熊本地震への医療救援活動を行う（8月末までに1,042人が支援に入る[11]）。
- 2017年 - 福島医療生活協同組合（大阪府大阪市福島区）が運営する福島民主鍼灸所で架空の診療に対する診療報酬不正請求（医療詐欺・療養費詐欺）が外部指摘により発覚、鍼灸所閉鎖[15]。
- 2020年2月22日 - 第44回定期総会で会長に増田剛（埼玉・医療生協さいたま生活協同組合埼玉協同病院院長）を選出

## 加盟地方組織
全日本民医連に加盟する各都道府県民主医療機関連合会を以下に記載する。これら都道府県連合会に、医療機関を開設・所有する医療法人、医療生協や薬局を運営する会社等が加盟している。
- 北海道民主医療機関連合会
- 青森県民主医療機関連合会
- 岩手県民主医療機関連合会
- 宮城県民主医療機関連合会
- 秋田県民主医療機関連合会
- 山形県民主医療機関連合会
- 福島県民主医療機関連合会
- 茨城県民主医療機関連合会
- 栃木県民主医療機関連合会
- 群馬県民主医療機関連合会
- 埼玉県民主医療機関連合会
- 千葉県民主医療機関連合会
- 東京民主医療機関連合会
- 神奈川県民主医療機関連合会
- 新潟県民主医療機関連合会
- 富山県民主医療機関連合会
- 石川県民主医療機関連合会
- 福井県民主医療機関連合会
- 山梨県民主医療機関連合会
- 長野県民主医療機関連合会
- 岐阜県民主医療機関連合会
- 静岡県民主医療機関連合会
- 愛知県民主医療機関連合会
- 三重県民主医療機関連合会
- 滋賀民主医療機関連合会
- 京都民主医療機関連合会
- 大阪民主医療機関連合会
- 兵庫県民主医療機関連合会
- 奈良民主医療機関連合会
- 和歌山県民主医療機関連合会
- 鳥取県民主医療機関連合会
- 島根県民主医療機関連合会
- 岡山県民主医療機関連合会
- 広島県民主医療機関連合会
- 山口県民主医療機関連合会
- 徳島県民主医療機関連合会
- 香川民主医療機関連合会
- 愛媛県民主医療機関連合会
- 高知県民主医療機関連合会
- 福岡県民主医療機関連合会（福岡・佐賀民医連[注釈 2]）
- 長崎県民主医療機関連合会
- 熊本県民主医療機関連合会
- 大分県民主医療機関連合会
- 宮崎県民主医療機関連合会
- 鹿児島県民主医療機関連合会
- 沖縄県民主医療機関連合会

## 加盟病院

### 北海道
- 勤医協中央病院
- 勤医協札幌病院
- 勤医協札幌西区病院
- 勤医協苫小牧病院
- 一条通病院
- 釧路協立病院
- 函館稜北病院
- 十勝勤医協帯広病院
- オホーツク勤医協北見病院

### 東北

#### 青森県
- 健生病院
- 藤代健生病院
- あおもり協立病院
- 生協さくら病院

#### 岩手県
- 川久保病院

#### 宮城県
- 坂総合病院
- 長町病院
- 泉病院
- 古川民主病院

#### 秋田県
- 中通総合病院
- 中通リハビリテーション病院
- 大曲中通病院

#### 山形県
- 本間病院
- 鶴岡協立病院
- 鶴岡協立リハビリテーション病院
- 至誠堂総合病院

#### 福島県
- 医療生協わたり病院
- 小名浜生協病院
- 桑野協立病院

### 関東

#### 茨城県
- 城南病院

#### 群馬県
- 前橋協立病院
- 利根中央病院
- 北毛病院
- 高崎中央病院

#### 埼玉県
- 埼玉協同病院
- 埼玉西協同病院
- ふれあい生協病院
- 熊谷生協病院
- 秩父生協病院
- みさと健和病院
- みさと協立病院

#### 千葉県
- 千葉健生病院
- 船橋二和病院
- 東葛病院

#### 東京都
- 柳原病院
- 柳原リハビリテーション病院
- 東京健生病院
- 大泉生協病院
- 大田病院
- 代々木病院
- 立川相互病院
- 健生会ふれあい相互病院
- あきしま相互病院
- 小豆沢病院
- 中野共立病院
- 王子生協病院

#### 神奈川県
- 川崎協同病院
- 汐田総合病院
- さがみ生協病院
- 戸塚病院

### 中部

#### 新潟県
- 下越病院

#### 富山県
- 富山協立病院

#### 石川県
- 城北病院
- 寺井病院

#### 福井県
- 光陽生協病院

#### 山梨県
- 甲府共立病院
- 巨摩共立病院
- 石和共立病院

#### 長野県
- 長野中央病院
- 健和会病院
- 松本協立病院
- 諏訪共立病院
- 塩尻協立病院
- 上伊那生協病院

#### 岐阜県
- みどり病院

#### 静岡県
- 三島共立病院

#### 愛知県
- 協立総合病院
- 総合病院南生協病院
- かなめ病院
- 名南病院
- 名南ふれあい病院
- 千秋病院
- 北病院

### 近畿

#### 京都府
- 京都民医連あすかい病院
- 京都民医連中央病院
- 吉祥院病院
- 京都協立病院

#### 大阪府
- 西淀病院
- 耳原総合病院
- コープおおさか病院
- 東大阪生協病院

#### 兵庫県
- 神戸協同病院
- 東神戸病院
- 尼崎医療生協病院
- 共立病院

#### 奈良県
- 吉田病院
- おかたに病院
- 土庫病院

#### 和歌山県
- 和歌山生協病院

### 中国

#### 鳥取県
- 鳥取生協病院
- 鹿野温泉病院

#### 島根県
- 総合病院松江生協病院
- 出雲市民病院
- 出雲市民リハビリテーション病院
- 斐川生協病院

#### 岡山県
- 総合病院水島協同病院
- 玉島協同病院
- コープリハビリテーション病院
- 総合病院岡山協立病院
- 岡山東中央病院
- 林道倫精神科神経科病院
- 岡山ひだまりの里病院

#### 広島県
- 福島生協病院
- 生協さえき病院
- 広島共立病院

#### 山口県
- 宇部協立病院

### 四国

#### 徳島県
- 徳島健生病院

#### 香川県
- 高松平和病院
- 高松協同病院

#### 愛媛県
- 新居浜協立病院
- 愛媛生協病院

#### 高知県
- 高知生協病院

### 九州・沖縄

#### 福岡県
- 健和会大手町病院
- 戸畑けんわ病院
- 大手町リハビリテーション病院
- 健和会京町病院
- 千鳥橋病院
- たたらリハビリテーション病院
- 米の山病院
- みさき病院

#### 長崎県
- 上戸町病院

#### 熊本県
- くわみず病院
- 菊陽病院
- 水俣協立病院

#### 大分県
- 大分健生病院

#### 宮崎県
- 宮崎生協病院

#### 鹿児島県
- 総合病院鹿児島生協病院
- 国分生協病院
- 川辺生協病院
- 奄美中央病院

#### 沖縄県
- 沖縄協同病院
- とよみ生協病院
- 中部協同病院

## 加盟専修学校
- 勤医協札幌看護専門学校 - 北海道札幌市（看護師養成）
- 中通高等看護学院 - 秋田県秋田市（看護師養成）
- 勤医会東葛看護専門学校 - 千葉県流山市（看護師養成）
- 共立高等看護学院 - 山梨県甲府市（看護師養成）
- 千住介護福祉専門学校 - 東京都足立区（介護福祉士養成）
- 近畿高等看護専門学校 - 京都府京都市（看護師養成）
- 泉州看護専門学校 - 大阪府堺市（看護師養成）
- ソワニエ看護専門学校 - 岡山県岡山市（看護師養成）
- 健和看護学院 - 福岡県北九州市（看護師養成）

## 関連組織
- 株式会社保健医療研究所

民医連の出版物を取り扱う。
所在地：東京都文京区湯島2-4-4 平和と労働センター8階
- 全日本民主医療機関連合会共済組合

役員職員向けの共済を行う。
所在地：東京都文京区湯島2-4-4 平和と労働センター8階

## 日本共産党との関係
日本社会党のための組織的選挙活動・日本社会党支持をしていた日本労働組合総評議会（総評）が日本労働組合総連合会（連合）となった1989年に、「右寄りの再編」と反発した日本共産党支持派によって生まれた全国労働組合総連合（全労連）の加盟団体であり、地方組織である都道府県民主医療機関連合会と直接加盟医療機関をもって組織する。全日本民主医療機関連合会に加盟する病院・診療所にある労働組合と、医療生活協同組合にある労働組合で民医連・生協部会を構成し、全国8ブロックから運営委員を選出し、本部の担当者と一緒に年4回程度委員会を開催している。
全日本民医連内、各地方の民医連内には歴史的経緯から年配の職員には日本共産党の党員である者も少なくなく、加盟医療機関内に同党支部（いわゆる職場支部）や有志（日本共産党）後援会が組織されているケースもあり、病院内の売店で同党の機関紙の「しんぶん赤旗」を販売していることや待合室に同紙が置かれていることもある。同紙にはしばしば民医連に加入している医療機関等の求人広告が載せられている。。
1998年初頭、小池晃（後に日本共産党書記局長）は民医連理事に就任。7月26日の第18回参議院議員通常選挙への出馬を日本共産党から依頼されて、出馬した。その後に日本共産党の将来の党中央指導者の者が就くポストである「書記局長」の地位にまで登り詰めている。
2001年に民医連は自身の理念や行動について、「党派性を指摘する人もいるが、医療政策が一致すれば、どの政党とも協力する」（事務局長） としており、民医連が実行委員会を構成する集会 に於いては、与野党に関わらず国会議員の出席を要請している。民医連が行った看護師を増やすよう求める請願は、日本共産党・民主党・社民党の3党議員が紹介議員となっている。機関紙「民医連新聞」と公式サイトにて、立憲民主党と日本共産党が小選挙区での候補一本化させる野党共闘の支持表明している。
なお、2003年に肥田泰会長（当時）は、「民医連として特定政党の支持を職員に強制することはない」としており、「憲法の定める政治活動の自由を保障している」と主張している。同年に自民党は機関紙「自由民主」にて、共産党の議員の供給源の一つとなっていると述べている。
2005年に全日本民医連加盟の柳原病院を中心とした「職員と友の会有志でつくる日本共産党後援会」は総選挙のために「私たちにとっての課題、医療・福祉を守るために、総選挙で日本共産党への支持を大きく広げていこう」と決起集会を開いた。
2006年には地方選挙や参院選挙での日本共産党の躍進を目標とした「全日本民医連有志日本共産党後援会」の各県連・事業所代表者会議が開催された。当時の全日本民医連会長鈴木篤は、「全日本民医連有志日本共産党後援会」代表世話人を務めていた 他、民医連の名誉会長高柳新は、日本共産党から参議院議員選挙に立候補の経験がある。
2013年11月23日に「日本共産党を躍進させる愛媛民医連有志後援会」と、民医連内の9つの党支部が「日本共産党と日本の前途を語り合う集い」を松山市の愛媛生協病院会議室で開催している。
2016年には北海道5区補選に出た野党共闘候補である池田真紀候補のために、憲法共同選対と「道民医連有志」が呼びかけた合同決起集会に、日本共産党の畠山和也衆院議員、牧野富夫全国革新懇代表世話人、小田川義和全労連（全国労働組合総連合）議長、笠井貴美代（笠井亮日本共産党議員の妻）新婦人会長らが参加した。
2019年5月12日に「京都民医連・民医労共産党有志後援会」が民医連出身の倉林参議院議員が議席を守ることを目指して京都市内で決起集会を開いた。
また同年5月23日、「東京民主医療機関連合会の有志でつくる日本共産党後援会」が参院選における日本共産党の躍進と東京選挙区で吉良よし子議員を当選させるとし、小池晃書記局長と吉良議員が出席した。
2021年9月に「民医連内有志後援会」による民医連出身の舩山由美日本共産党候補(東北比例区＆宮城4区重複)への決起集会が開催された。高橋ちづ子日本共産党議員が参加し、東北大医学部卒業で民医連出身の小池晃書記局長がビデオメッセージが寄せられた。

### 民医連又は民医連加盟病院出身議員
- 倉林明子 - 参議院議員（日本共産党）。看護師。右京病院（現・京都民医連中央病院）での勤務後、政界進出。
- 浦井洋 - 元衆議院議員（日本共産党）。医師。兵庫民医連元会長。
- 辻第一 - 元衆議院議員（日本共産党）。医師。民医連加盟の医療法人岡谷会・片桐民主病院元院長。
- 山崎摩耶 - 元衆議院議員（立憲民主党）。看護師、日本看護協会元理事。北海道民医連加盟法人での勤務後、政界進出[37]。
- 小池晃 - 参議院議員（日本共産党）、日本共産党書記局長。党副委員長、日本共産党参議院議員団長、参議院幹事長、常任幹部会委員を歴任。医師。全日本民医連の元理事。
- 吉田万三 - 元足立区長、歯科医師。全日本民医連副会長。東京民医連元副会長。
- 柏木ひろし- 国立市議。民医連加盟病院の入院担当事務 。2012年日本共産党入党。2018年から東京民医連青年国会研修で、3病院管轄する実行委員長。[38][39]。
- 可知佳代子- 元東京都議会議員、元大田区議会議員。看護師。城南福祉医療協会大田病院（民主医療機関連合会）で看護婦・婦長として20年間勤務。1991年東京大田区議会に当選2期。1997年東京都議会議員に当選4期[40]
- 藤田綾子- 2017年、東京都議会議員選挙初当選。現在２期目。看護師。1996年から城南福祉医療協会大田病院（民主医療機関連合会）で看護師として20年務める。[41]